# OBX Index
El OBX Index es un índice bursátil que incluye las 25 compañías con mayor liquidez de la bolsa de Oslo en Noruega. Todas las acciones del OBX pueden ser negociadas mediante opciones y futuros. Las compañías del índice OBX son revisadas dos veces al año, el tercer viernes de junio y diciembre.

## Lista de compañías del índice
Las siguientes 25 compañías constituyen el índice OBX tras la revisión semianual efectiva el 18 de septiembre de 2023.
| Compañía              | Sector                         | Ticker     | Peso en el índice (%) |
| --------------------- | ------------------------------ | ---------- | --------------------- |
| Aker BP               | Petróleo                       | OSE: AKRBP | 8.83                  |
| Borr Drilling         | Equipos petroleros             | OSE: BORR  | 1.34                  |
| DNB Bank              | Banca                          | OSE: DNB   | 10.10                 |
| Equinor               | Petróleo                       | OSE: EQNR  | 15.63                 |
| Frontline             | Transporte marino              | OSE: FRO   | 1.91                  |
| Gjensidige Forsikring | Seguros                        | OSE: GJF   | 2.84                  |
| Golden Ocean Group    | Transporte marino              | OSE: GOGL  | 0.63                  |
| Hafnia Limited        | Transporte marino              | OSE: HAFNI | 1.59                  |
| Höegh Autoliners      | Transporte marino              | OSE: HAUTO | 0.57                  |
| Kongsberg Gruppen     | Industria                      | OSE: KOG   | 3.84                  |
| Mowi                  | Agricultura, pesca y ganadería | OSE: MOWI  | 7.45                  |
| NEL                   | Equipos de energía renovable   | OSE: NEL   | 1.18                  |
| Nordic Semiconductor  | Semiconductores                | OSE: NOD   | 1.78                  |
| Norsk Hydro           | Aluminio                       | OSE: NHY   | 7.41                  |
| Norwegian Air Shuttle | Aerolíneas                     | OSE: NAS   | 0.61                  |
| Orkla                 | Alimentación                   | OSE: ORK   | 5.46                  |
| PGS                   | Equipos petroleros             | OSE: PGS   | 0.76                  |
| SalMar                | Agricultura, pesca y ganadería | OSE: SALM  | 3.56                  |
| Storebrand            | Seguros                        | OSE: STB   | 3.60                  |
| Subsea 7              | Equipos petroleros             | OSE: SUBC  | 2.95                  |
| Telenor               | Telecomunicaciones             | OSE: TEL   | 6.85                  |
| TGS                   | Equipos petroleros             | OSE: TGS   | 1.65                  |
| Tomra Systems         | Maquinaria industrial          | OSE: TOM   | 2.36                  |
| Vår Energi            | Perforación offshore           | OSE: VAR   | 1.15                  |
| Yara International    | Fertilizantes                  | OSE: YAR   | 5.93                  |

## Historia
En 2003 el índice alcanzaba 100 puntos; en mayor de 2008 alcanzaba los 522 puntos

### Mayor caída en un día
El peor comportamiento en un día del OBX Index corresponde a:
| Rank | Fecha                    | Caída (%) | Circunstancia                                  | Ref.   |
| ---- | ------------------------ | --------- | ---------------------------------------------- | ------ |
| 1    | 20 de octubre de 1987    | -19.11    | "Martes negro"                                 | [ 4 ]  |
| 2    | Agosto de 1991           |           |                                                |        |
| 3    | 9 de octubre de 2008     | -9.71     | en conjunción con la crisis de liquidez global | [ 4 ]  |
| 4    | 24 de octubre de 2008    | -9.24     | en conjunción con la crisis de liquidez global | [ 5 ]  |
| 5    | 15 de octubre de 2008    | -8.81     | en conjunción con la crisis de liquidez global | [ 6 ]  |
| 6    | 29 de septiembre de 2008 | -8.3      | en conjunción con la crisis de liquidez global | [ 7 ]  |
| 7    | 16 de octubre de 2008    | -7.95     | en conjunción con la crisis de liquidez global | [ 8 ]  |
| 8    | 10 de octubre de 2008    | -7.7      | en conjunción con la crisis de liquidez global | [ 9 ]  |
| 9    | 12 de noviembre de 2008  | -7.45     | en conjunción con la crisis de liquidez global | [ 10 ] |
| 10   | 8 de octubre de 2008     | -6.44     | en conjunción con la crisis de liquidez global | [ 11 ] |
| 11   | 21 de enero de 2008      | -6.4      |                                                | [ 12 ] |
| 12   | 9 de septiembre de 2008  | -5.57     | en conjunción con la crisis de liquidez global | [ 12 ] |
| 13   | 29 de junio de 2010      | -5.28     |                                                | [ 13 ] |